# Acacia acutangula
Acacia acutangula é uma espécie de leguminosa do gênero Acacia, pertencente à família Fabaceae.